# Tel·lurur de plom
El tel·lurur de plom és un compost de plom i tel·lúr (amb fórmula química PbTe). Cristal·litza a l'estructura cristal·lina de NaCl amb àtoms de Pb ocupant el catió i Te formant la xarxa aniònica. És un semiconductor de buit estret amb un interval de banda de 0,32 eV. Es presenta de forma natural com el mineral altaite.
- Constant dielèctrica ~1000.
- Electró Massa efectiva ~ 0,01 m e
- Mobilitat del forat, μ p = 600 cm 2 V − 1 s − 1 (0 K); 4000 cm 2 V − 1 s − 1 (300 K)

El PbTe ha demostrat ser un material termoelèctric intermedi molt important. El rendiment dels materials termoelèctrics es pot avaluar per la figura de mèrit, {\displaystyle ZT=S^{2}\sigma T/\kappa }, en quin {\displaystyle S} és el coeficient de Seebeck, {\displaystyle \sigma } és la conductivitat elèctrica i {\displaystyle \kappa } és la conductivitat tèrmica. Per tal de millorar el rendiment termoelèctric dels materials, el factor de potència ({\displaystyle S^{2}\sigma }) s'ha de maximitzar i la conductivitat tèrmica s'ha de minimitzar.
El sistema PbTe es pot optimitzar per a aplicacions de generació d'energia millorant el factor de potència mitjançant l'enginyeria de banda. Es pot dopar de tipus n o de tipus p amb dopants adequats. Els halògens s'utilitzen sovint com a agents dopants de tipus n. PbCl₂, PbBr₂ i PbI₂ s'utilitzen habitualment per produir centres donants. Altres agents dopants de tipus n, com ara Bi₂Te₃, TaTe₂, MnTe₂, substituiran el Pb i crearan llocs de Pb vacants sense càrrega. Aquests llocs buits s'omplen posteriorment per àtoms de l'excés de plom i els electrons de valència d'aquests àtoms buits es difondran a través del cristall. Els agents dopants comuns de tipus p són Na₂Te, K₂Te i Ag₂Te. Substitueixen Te i creen llocs de Te sense càrrega. Aquests llocs estan plens d'àtoms de Te que s'ionitzen per crear forats positius addicionals. Amb l'enginyeria de banda, s'ha informat que el zT màxim de PbTe és de 0,8-1,0 a ~ 650K.